# El hotel de las mil y una estrellas
El hotel de las mil y una estrellas va ser un programa de televisió emès per TVE en la nit dels divendres durant la temporada 1978-1979.

## Format
L'espai - que havia estat programat en substitució del reeixit Cantares - combinava ficció, música i espectacle. El conductor del programa, el cantant Luis Aguilé, es convertia, en el primer programa, en director d'un hotel - propietat de la seva tia - d'estil caduc i ranci de principis del segle xx, que no obstant això conservava àdhuc part del seu encant. Al costat de la resta de personal es proposa lluitar contra l'Agència Thomsom, l'ambiciosa immobiliària multinacional, que pretén fer-se amb el solar per a aixecar una promoció de pisos de luxe.
Cada setmana arribava com a convidat a l'hotel una estrella de la cançó o l'espectacle, de manera que el programa es componia de la trama còmica combinada amb números musicals de Luis Aguilé i el seu convidat.
La música va ser a càrrec del compositor Adolfo Waitzman, mentre que els números musicals estaven acompanyats per 16 ballarins coreografiados per Ricardo Ferrante.
El programa va ser retirat de la pantalla amb motiu d'un strip-tease realitzat per l'actriu Eva León al febrer de 1979.

## Repartiment
- Luis Aguilé
- Maria Elías…María
- María Elena Flores…Virtudes
- Tito García…Teddy
- Eva León…Miss Julie
- Inés Morales…La Señorita Oh
- Emiliano Redondo…El Conde
- Luisa Rodrigo…Doña Estrella
- Francisco Casares...Feli
- Jesús Sastre...Manolo
- Andrea Del Boca…Cristina

## Equip Tècnic
- Direcció: Jesús Yagüe.
- Música: Adolfo Waitzman.
- Guions: Carlos Pumares, Joaquín Parejo.

## Artistes convidats
Entre els artistes que passaren pel programa figuren:
- Bibi Andersen (8 de desembre de 1978).
- Ángela Carrasco (15 de desembre de 1978).
- Junior (29 de desembre de 1978).
- Yolanda Farr (5 de gener de 1979).
- Manolo Gómez Bur (12 de gener de 1979).
- Rocío Dúrcal (19 de gener de 1979).
- Esperanza Roy (26 de gener de 1979).
- Micky i Pepe Ruiz (2 de febrer de 1979).
- Mayra Gómez Kemp i José Sancho (9 de febrer de 1979).